# NGC 451
NGC 451 è una galassia a spirale situata nella costellazione dei Pesci a una distanza di circa 220 milioni di anni luce dalla Terra.
Fu scoperta nel 1881 da Édouard Stephan.